# Masakra w Mungyeong
Masakra w Mungyeong (kor. 문경 양민학살 사건, hancha: 聞慶良民虐殺事件) – pacyfikacja dokonana przez pododdział 3 Dywizji Piechoty Armii Republiki Korei 24 grudnia 1949 roku. W wyniku masakry zabitych zostało od 86 do 88 nieuzbrojonych ludzi w Mungyeong w prowincji Gyeongsang Północny, z których wszyscy byli cywilami, a większość z nich to dzieci i osoby starsze. Z rąk południowokoreańskich żołnierzy zginęło ponad 32 dzieci. Ofiary masakry były podejrzane przez oprawców o sympatyzowanie z KRLD i pomoc działaczom komunistycznym.
W dniu 26 czerwca 2006 roku południowokoreańska Komisja Prawdy i Pojednania ustaliła ostatecznie, że za masakrę odpowiedzialna jest armia Republiki Korei. Sąd w dniu 10 lutego 2009 roku ustalił, że zbrodnia nie podlega ściganiu ze względu na przedawnienie.